# Ligue sénégalaise de football professionnel
La Ligue sénégalaise de football professionnel (LSFP) rassemble les clubs professionnels sénégalais, soit les clubs de la Ligue 1 et les clubs de la Ligue 2.
Elle gère, sous l'autorité de la Fédération sénégalaise de football, les championnats du Sénégal de Ligue 1 de Ligue 2, ainsi que la Coupe de la Ligue et le Trophée des Champions.
La LSFP a démarré ses compétitions avec la saison sportive 2008-2009.
La LSFP à notamment le pouvoir :
1. D’organiser, de gérer, de développer et d’administrer le football professionnel. À ce titre, elle : – Organise et gère les championnats de football professionnel du Sénégal et toutes autres épreuves qu’elle aura créé, dans la limite de ses compétences ; – Agit, par divers moyens, afin que soient formés méthodiquement dans les centres de formation de ses clubs, les futurs footballeurs professionnel ; – Fait en sorte que les joueurs professionnels soient mis à la disposition de la FSF lors des rencontres internationales.
2. D’organiser, de gérer, de développer et d’administrer le football professionnel ;
3. De financer toutes les opérations ou actions aptes à développer les ressources du football professionnel dans le but d’en assurer une promotion durable ;
4. De veiller à l’application des sanctions prononcées par ses instances disciplinaires vis-à-vis des associations engagées, des licenciés et de toutes autre personne liée par ses statuts ;
5. De défendre les intérêts matériels et moraux du football professionnel.

## Liste des président
- Louis Lamotte 2009-2013[2]
- Saer Seck 2013-2021[3]
- Djibril Wade 2021-2025[4]
- Babacar Ndiaye 2025-[5]